# Temple de Dendur
El temple de Dendur és un temple egipci que fou construït pel governador romà d'Egipte Petroni al voltant del 15 aC i que està dedicat a Isis, Osiris i a dos fills deïficats del líder local nubià, Pediese («aquell qui Isis ha donat») i Pihor («aquell qui pertany a Horus»). El temple fou comissionat per l'emperador August de Roma i ha estat exhibit al Metropolitan Museum of Art de Nova York des de l'any 1978.